# Sarmatia antonia
Sarmatia antonia är en fjärilsart som beskrevs av Druce 1891. Sarmatia antonia ingår i släktet Sarmatia och familjen nattflyn. Inga underarter finns listade.